# Pavonia schwackei
Pavonia schwackei är en malvaväxtart som beskrevs av Gürke. Pavonia schwackei ingår i släktet påfågelsmalvor, och familjen malvaväxter. Inga underarter finns listade i Catalogue of Life.